# The Ink Spots
The Ink Spots was een tijdens de vroege jaren 1930 in Indianapolis opgerichte Amerikaanse zanggroep, die tot 1954 heeft bestaan.
Zij hadden succes met hun meestal in traag tempo verlopende samenzang in doowop-stijl, aangevoerd door de solo's van een falsetto-zanger, in het midden van het lied onderbroken door een parlando-passage van een diepere stem. De begeleiding met gitaar, bas en piano was simpel. Hun vocaal geperfectioneerde muziek was zeer karakteristiek, maar vertoonde door de jaren heen nauwelijks ontwikkeling. 

## Bezetting
Oprichters
- Jerry Daniels (tenor, tot 1936)
- Deek Watson (tenor, tot 1945)
- Charlie Fuqua (bariton, tot 1944, 1945–195?)
- Hoppy Jones (bas, tot 1944)

Laatste bezetting
- Bill Kenny (tenor, vanaf 1936)
- Henry Braswell (zang, 1954)
- Adriel McDonald (bas, vanaf 1950)

Voormalige leden
- Bernie Mackey (bariton, 1944–1945)
- Herb Kenny (bas, 1945–1950)
- Bill Bowen (tenor, 1945–1951)
- Cliff Givens (bas, 1945)
- Huey Long (bariton, 1945)
- Teddy Williams (tenor, 1951–195?)
- Ernie Brown (tenor, 195?–1954)
- Essex Scott (tenor, 1954–1955)
- Everett Barksdale (bariton, 195?–1954)
- Jimmy Cannady (bariton, 195?)

## Geschiedenis
In 1936 verliet leadzanger Jerry Daniels de groep en werd vervangen door Bill Kenny. Na enkele niet-succesvolle opnamen bij Victor Records verscheen in 1939 bij Decca Records de hitballade If I Didn't Care, die lang met ongeveer 19 miljoen verkochte exemplaren recordhouder bleef bij de singles en een reeks verdere hits inleidde.
Tot 1943 verschenen onder andere We Three (My Echo, My Shadow and Me), When the Swallows Come Back to Capistrano, Whispering Grass, Do I Worry, Java Jive en Shout, Brother, Shout. In 1944 bracht een samenwerking met Ella Fitzgerald de hits Cow-Cow Boogie en I'm Making Believe teweeg en een verder succes in dat jaar was Into Each Life Some Rain Must Fall.
Echter tijdens dit en het daaropvolgende jaar waren er ook mutaties binnen de groep. Fuqua moest zijn militaire dienstplicht vervullen en werd vervangen door Bernie Mackey en Hoppy Jones overleed aan het eind van het jaar. Deek Watson verliet in 1945 The Ink Spots om zijn eigen band te formeren. Hij werd vervangen door Bill Bowen. Als vervanger voor Jones kwam Cliff Givens bij de groep; al snel werd hij vervangen door Kenny's broer Herb. Ondertussen ging ook Mackey zijn eigen weg en werd vervangen door Huey Long. Aan het eind van het jaar keerde Charlie Fuqua na zijn diensttijd terug bij The Ink Spots, waarna Long de groep verliet.
In 1946 verscheen naast To Each His Own de grootste hit The Gypsy van de groep. Tot in de jaren 1950 bleef deze bezetting bestaan, waarna Herb Kenny de groep verliet. Bill Kenny begon naast zijn werk met de groep ook solo-opnamen uit te brengen. Er kwamen weer enkele mutaties, totdat de groep in 1954 werd ontbonden. In het Verenigd Koninkrijk hadden The Ink Spots in 1949 met You're Breaking My Heart hun grootste succes. De song plaatste zich op de toppositie van de singlehitlijst en stond 20 weken in de top 10. Met Melody of Love  lukte hun in 1955 nog een tweede top 10-hit.
Sinds eind jaren 1950 waren er talrijke verschillende Ink Spot-reünies, die echter allen geen noemenswaardige successen meer konden boeken. In 1989 werden The Ink Spots opgenomen in de Rock and Roll Hall of Fame in de categorie «Early Influences». In 1999 volgde de opname in de Vocal Group Hall of Fame.